# Salut Joe ! Hommage à Joe Dassin
Salut Joe ! Hommage à Joe Dassin est un album hommage  à Joe Dassin produit par Stefie Shock paru le 7 février 2006.

## Pistes
| Salut Joe! Hommage à Joe Dassin | Salut Joe! Hommage à Joe Dassin | Salut Joe! Hommage à Joe Dassin | Salut Joe! Hommage à Joe Dassin | Salut Joe! Hommage à Joe Dassin | Salut Joe! Hommage à Joe Dassin | Salut Joe! Hommage à Joe Dassin | Salut Joe! Hommage à Joe Dassin | Salut Joe! Hommage à Joe Dassin | Salut Joe! Hommage à Joe Dassin |
| No                              | Titre                           | Interprète                      | Durée                           |                                 |                                 |                                 |                                 |                                 |                                 |
| ------------------------------- | ------------------------------- | ------------------------------- | ------------------------------- | ------------------------------- | ------------------------------- | ------------------------------- | ------------------------------- | ------------------------------- | ------------------------------- |
| 1.                              | Le moustique                    | Stefie Shock                    | 2:21                            |                                 |                                 |                                 |                                 |                                 |                                 |
| 2.                              | Siffler sur la colline          | Les Respectables                | 3:07                            |                                 |                                 |                                 |                                 |                                 |                                 |
| 3.                              | Dans les yeux d'Émilie          | Pierre Lapointe                 | 4:10                            |                                 |                                 |                                 |                                 |                                 |                                 |
| 4.                              | Dans la brume du matin          | Patrick Norman                  | 3:52                            |                                 |                                 |                                 |                                 |                                 |                                 |
| 5.                              | Salut les amoureux              | Guy A. Lepage & Marc Labrèche   | 4:03                            |                                 |                                 |                                 |                                 |                                 |                                 |
| 6.                              | Le petit pain au chocolat       | Sébastien Lacombe               | 3:21                            |                                 |                                 |                                 |                                 |                                 |                                 |
| 7.                              | Il était une fois nous deux     | Mélanie Renaud                  | 4:10                            |                                 |                                 |                                 |                                 |                                 |                                 |
| 8.                              | Et si tu n'existais pas         | DobaCaracol                     | 4:24                            |                                 |                                 |                                 |                                 |                                 |                                 |
| 9.                              | À toi                           | Éric Lapointe                   | 3:37                            |                                 |                                 |                                 |                                 |                                 |                                 |
| 10.                             | Bip-Bip                         | Les Breastfeeders               | 2:30                            |                                 |                                 |                                 |                                 |                                 |                                 |
| 11.                             | Les Champs Élysées              | Mario Pelchat                   | 2:26                            |                                 |                                 |                                 |                                 |                                 |                                 |
| 12.                             | L'Amérique                      | Raphaël Torr                    | 2:41                            |                                 |                                 |                                 |                                 |                                 |                                 |
| 13.                             | L'été indien                    | Mara Tremblay & Stefie Shock    | 5:09                            |                                 |                                 |                                 |                                 |                                 |                                 |
| 45:52                           |                                 |                                 |                                 |                                 |                                 |                                 |                                 |                                 |                                 |